# Петриманська сільська рада
| Петриманська сільська рада — колишній орган місцевого самоврядування у Мурованокуриловецькому районі Вінницької області з адміністративним центром у с. Петримани. Сільській раді підпорядковані населені пункти: - с. Петримани - с. Житники - с-ще Золотогірка - с-ще Свидова |

## Склад ради
Рада складається з 14 депутатів та голови.

## Керівний склад сільської ради
| ПІБ                     | Основні відомості                                                    | Дата обрання | Дата звільнення |
| ----------------------- | -------------------------------------------------------------------- | ------------ | --------------- |
| Дудак Катерина Петрівна | Сільський голова, 1957 року народження, освіта, член Партії регіонів | 26.03.2006   | 31.10.2010      |
| Дудак Катерина Петрівна | Сільський голова, 1957 року народження, освіта вища, позапартійна    | 31.10.2010   |                 |

Примітка: таблиця складена за даними джерела